# Cephalocereus
Cephalocereus és un petit gènere de la família de les cactàcies, oriünd de Mèxic. Comprèn 114 espècies descrites i d'aquestes, només cinc són acceptades.

## Característiques
És un cactus de creixement lent que forma columnes simples o arborescents. La seva característica principal és que les flors sorgeixen d'estructures piloses o amb llana anomenades cefàleus.

## Taxonomia
El gènere va ser descrit per Ludwig Karl Georg Pfeiffer i publicat a Allgemeine Gartenzeitung 6(18): 142. 1838. L'espècie tipus és: Cephalocereus senilis (Haw.) Pfeiff.	
Etimologia
Cephalocereus; nom genèric que deriva de la paraula grec: "κεφαλή" (chephale) per al cap i Cereus, un gènere de cactus.

## Espècies acceptades
A continuació s'ofereix un llistat de les espècies del gènere Cephalocereus acceptades fins al maig de 2013, ordenades alfabèticament. Per a cadascuna s'indica el nom binomial seguit de l'autor, abreujat segons les convencions i usos.
- Cephalocereus apicicephalium E.Y.Dawson
- Cephalocereus columna-trajani (Karw. ex Pfeiff.) K.Schum.
- Cephalocereus nizandensis (Bravo & T.MacDoug.) Buxb.
- Cephalocereus senilis (Haw.) Pfeiff.
- Cephalocereus totolapensis (Bravo & T.MacDoug.) Buxb.